# オイエル・サラガ
オイエル・サラガ・エガーニャ（Oier Zarraga Egaña、1999年1月4日 - ）は、スペイン・バスク州ゲチョ出身のサッカー選手。ウディネーゼ・カルチョ所属。ポジションはミッドフィールダー。

## クラブ経歴
バスク州ビスカヤ県のゲチョに生まれ、2009年に地元アマチュアクラブのロモFCからアスレティック・ビルバオのカンテラに加入した。2017-18シーズンにはCチームのCDバスコニア、2019-20シーズンにはリザーブチームであるビルバオ・アスレティックへとステップアップをした。
2020-21シーズンの開幕前に行われたプレシーズンマッチにも帯同したサラガは、2020年10月18日、レバンテUDとのリーグ戦でトップチームデビューを果たした。2021年2月には2023年夏までのプロ契約を交わし、同時に正式にトップチーム昇格が決まった。2022年3月7日のレバンテUD戦で初ゴールを決めた。
2023年6月29日、自身初の海外移籍としてセリエAのウディネーゼ・カルチョへ移籍し、4年契約を結んだ。

## タイトル
アスレティック・ビルバオ
- スーペルコパ : 1回 (2020-21)